# Jiangcun (köpinghuvudort i Kina, Shaanxi, lat 34,08, long 108,47)
Jiangcun (kinesiska: 蒋村, 蒋村镇) är en köpinghuvudort i Kina. Den ligger i provinsen Shaanxi, i den nordvästra delen av landet, omkring 44 kilometer sydväst om provinshuvudstaden Xi'an. Antalet invånare är 32 821. Befolkningen består av 15 895 kvinnor och 16 926 män. Barn under 15 år utgör 15,0 %, vuxna 15-64 år 74 %, och äldre över 65 år 9,0 %.
Runt Jiangcun är det tätbefolkat, med 442 invånare per kvadratkilometer. Närmaste större samhälle är Yuxia, 14,5 km öster om Jiangcun. Trakten runt Jiangcun består till största delen av jordbruksmark.
Genomsnittlig årsnederbörd är 669 millimeter. Den regnigaste månaden är september, med i genomsnitt 149 mm nederbörd, och den torraste är december, med 1 mm nederbörd.